# Orvilliers-Saint-Julien
Orvilliers-Saint-Julien és un municipi francès situat al departament de l'Aube i a la regió del Gran Est. L'any 2007 tenia 281 habitants.

## Demografia

### Població
El 2007 la població de fet d'Orvilliers-Saint-Julien era de 281 persones. Hi havia 118 famílies de les quals 28 eren unipersonals (12 homes vivint sols i 16 dones vivint soles), 43 parelles sense fills, 43 parelles amb fills i 4 famílies monoparentals amb fills.
La població ha evolucionat segons el següent gràfic:
Habitants censats

### Habitatges
El 2007 hi havia 131 habitatges, 113 eren l'habitatge principal de la família, 7 eren segones residències i 11 estaven desocupats. 127 eren cases i 4 eren apartaments. Dels 113 habitatges principals, 93 estaven ocupats pels seus propietaris, 16 estaven llogats i ocupats pels llogaters i 5 estaven cedits a títol gratuït; 1 tenia una cambra, 5 en tenien dues, 14 en tenien tres, 37 en tenien quatre i 57 en tenien cinc o més. 101 habitatges disposaven pel capbaix d'una plaça de pàrquing. A 35 habitatges hi havia un automòbil i a 73 n'hi havia dos o més.

### Piràmide de població
La piràmide de població per edats i sexe el 2009 era:
| Homes | Edats   | Dones |
| ----- | ------- | ----- |
| 0     | 95 o +  | 4     |
| 0     | 90 a 94 | 8     |
| 0     | 85 a 89 | 0     |
| 0     | 80 a 84 | 4     |
| 12    | 75 a 79 | 0     |
| 4     | 70 a 74 | 8     |
| 4     | 65 a 69 | 12    |
| 4     | 60 a 64 | 4     |
| 16    | 55 a 59 | 8     |
| 4     | 50 a 54 | 16    |
| 12    | 45 a 49 | 8     |
| 4     | 40 a 44 | 0     |
| 4     | 35 a 39 | 8     |
| 8     | 30 a 34 | 0     |
| 4     | 25 a 29 | 12    |
| 0     | 20 a 24 | 4     |
| 4     | 15 a 19 | 4     |
| 4     | 10 a 14 | 12    |
| 0     | 5 a 9   | 8     |
| 4     | 0 a 4   | 0     |

## Economia
El 2007 la població en edat de treballar era de 177 persones, 139 eren actives i 38 eren inactives. De les 139 persones actives 131 estaven ocupades (70 homes i 61 dones) i 8 estaven aturades (4 homes i 4 dones). De les 38 persones inactives 12 estaven jubilades, 12 estaven estudiant i 14 estaven classificades com a «altres inactius».

### Ingressos
El 2009 a Orvilliers-Saint-Julien hi havia 127 unitats fiscals que integraven 325,5 persones, la mediana anual d'ingressos fiscals per persona era de 17.632 €.

### Activitats econòmiques
Dels 7 establiments que hi havia el 2007, 2 eren d'empreses extractives, 2 d'empreses de comerç i reparació d'automòbils, 1 d'una empresa de transport i 2 d'empreses de serveis.
L'any 2000 a Orvilliers-Saint-Julien hi havia 21 explotacions agrícoles.

## Poblacions més properes
El següent diagrama mostra les poblacions més properes.